# Bates Motel
Bates Motel är en amerikansk dramaserie om Norman Bates och utspelar sig kronologiskt före händelserna i Alfred Hitchcocks film Psycho men med skillnaden att den utspelar sig i modern tid. Serien fokuserar även mer på förhållandet mellan Norman och hans mor Norma. Tittarna får följa den mörka bakgrundshistorien samt hur extremt invecklad Norman och Normas relation är. Det första avsnittet visades den 18 mars 2013 på A&E. Sista avsnittet av första säsongen visades den 20 maj 2013. Den 4 juni 2013 började serien visas på SVT.
Den andra säsongen började visas den 3 mars 2014 och avslutades den 5 maj 2014. Säsong tre sändes från den 9 mars till 11 maj 2015.

## Handling
Efter makens mystiska död köper Norma Bates (Vera Farmiga) ett gammalt motell i den fiktiva staden White Pine Bay, Oregon i hopp om att starta ett nytt liv tillsammans med sin son, Norman (Freddie Highmore). Det visar sig snart att allt inte är som det verkar i den nya staden och det dröjer inte länge innan Norma stöter på problem. Den föregående motellägaren Keith Summers (W. Earl Brown) har nämligen inga som helst planer på att göra livet lätt för Norma.

## Rollista (i urval)
- Vera Farmiga – Norma Bates[7]
- Freddie Highmore – Norman Bates[7]
- Max Thieriot – Dylan Massett
- Olivia Cooke – Emma Decody
- Nicola Peltz – Bradley Martin
- Nestor Carbonell – Sheriff Alex Romero
- Mike Vogel – Vice Sheriff Zack Shelby (säsong 1)
- Keegan Connor Tracy – Miss Watson (säsong 1)
- Ian Hart – Will Decody
- Jere Burns – Jake Abernathy (säsong 1)
- W. Earl Brown – Keith Summers (säsong 1)
- Jillian Fargey – Maggie Summers
- Ian Tracey – Remo
- Terry Chen – Ethan
- Hiro Kanagawa – Dr. Kurata
- Richard Harmon – Richard Sylmore
- Brittney Wilson – Lissa
- Keenan Tracey – Gunner
- Diana Bang – Jiao
- Michael Vartan – George (säsong 2)
- Kenny Johnson – Caleb (säsong 2)
- Rebecca Creskoff – Christine (säsong 2)

## Produktion
Bates Motel är skapad av Carlton Cuse, Kerry Ehrin och Anthony Cipriano och spelas in i Aldergrove, British Columbia. Serien utspelar sig dock i den fiktiva staden White Pine Bay, Oregon under 2000-talet.

## Mottagande
Rotten Tomatoes rapporterade att 81 procent, baserat på 37 recensioner, hade gett första säsongen en positiv recension och satt ett genomsnittsbetyg på 7 av 10. På Metacritic nådde första säsongen genomsnittsbetyget 66 av 100, baserat på 34 recensioner.